# Sektor 3 (Bukarest)

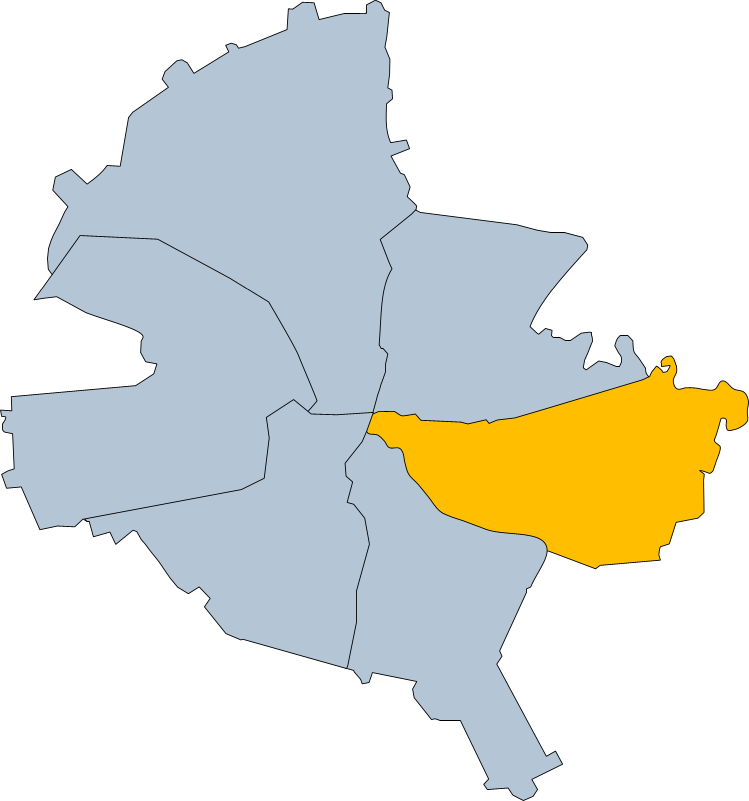
Bukarest, Sektor 3

Sektor 3 (rumänisch Sectorul 3) ist ein Bezirk von Bukarest, der sich im östlichen Teil der rumänischen Hauptstadt befindet. Sektor 3 befindet sich zwischen den Sektoren 2 und 4 und ist der bevölkerungsreichste und am dichtesten besiedelte Sektor Bukarests, mit einer Gesamtbevölkerung von 460.000. Es ist auch der wichtigste aller sechs Sektoren von Bukarest, da es die Innenstadt von Bukarest, den Kilometer Null und andere bedeutende Sehenswürdigkeiten umfasst.
Im Sektor 3 befindet sich Lipscani, umgangssprachlich als Altstadt bekannt. Es ist das Zentrum des Nachtlebens in Bukarest und auch die größte Attraktion für ausländische Touristen. Bemerkenswert ist auch, dass sich die București Mall im Vitan-Viertel von Sektor 3 befindet. Zwei der Bezirke des Sektors wurden von den Bürgern Bukarests als die angenehmsten beschrieben.

## Ortsteile
- Centrul Civic
- Dristor
- Dudești
- Lipscani
- Titan
- Văcărești
- Vitan